# Tin-Akoff
Tin-Akoff ist ein Departement und zugleich eine Gemeinde (französisch commune rurale) auf 2465 km² in der Provinz Oudalan der Region Sahel des westafrikanischen Staates Burkina Faso.
Tin-Akoff liegt am Ufer des Béli, dessen Wasser wichtig für die lokale Viehwirtschaft ist. Südöstlich der Stadt gibt es weite Flächen Tigerbusch.
Im Hauptort und den zugehörigen 14 Dörfern leben 20.827 Menschen, vorwiegend Angehörige der Tuareg. In Tin-Akoff wurden eisenzeitliche Funde gemacht.
Bei den Kommunalwahlen war Tin-Akoff die einzige Gemeinde der Provinz Oudalan, in der die Regierungspartei CDP den Sieg gegenüber der in der Provinz dominierenden Partei CFD erringen konnte.
Sehenswert ist der Markt von Tin-Akoff.